# Anna Maria Adamsdotter
Anna Maria Adamsdotter (alrededor de 1680 - después de 1709) fue una adivina sueco-romaní, que fue llevada ante la justicia por brujería en Karlskrona en 1709.
Se dice que nació en Frankfurt y viajó tanto por Suecia como por Dinamarca. Sabía varios idiomas, pero hablaba un sueco impecable y afirmó que su familia había vivido en el país durante mucho tiempo. Se la encuentra en varias fuentes legales en Suecia, en las que se la describe como "tártara" y "gitana". Viajó durante un tiempo en compañía de Per Jönsson Hellbom Lindgren.
Anna Maria se ganaba la vida con la adivinación y la magia. Los documentos de su juicio en Karlskrona en 1709 contienen una oración en romaní, que es la evidencia de idioma romaní más antigua conocida en los países nórdicos.
Anna Maria afirmó que había aprendido a predecir en la mano y "leer planetas" de su madre a la edad de 15-16 años, y que ella misma le enseñó el mismo arte a su hija Dorotea, de trece años; su suegra y abuela también ejercían la misma profesión, y la abuela también había utilizado un libro con "cuerpos mutilados de todo tipo de figuras" que se utilizó para tal fin. Se llamó a sí misma "tártara" y dijo que muchos de los suyos tenían la misma profesión y "ganaban mucho dinero", pero que la supuesta magia eran solo "maneras para que los llamados tártaros errantes, buscaran su comida y sustento" es decir, trucos que vendían a cambio de dinero a la población local, quienes, por otra parte, creían que practicaban verdadera magia. Se conservan varios otros documentos legales en los que mujeres romaníes habían sido llevadas ante la justicia por la misma razón.
Anna Maria describió varios de los trucos de magia que realizaba, y también presumió de sus supuestos objetos mágicos, a los que llamó "dolores divertidos". Vendía magia escondiendo un supuesto objeto mágico en una granja, luego hacía que fuera descubierto y explicaba que algún vecino estaba exponiendo a la familia a la magia maligna, pero que ella podía eliminar la magia negra maligna a través de la magia de protección blanca. Ella describió tal magia durante su juicio:
"Toma un hueso del que extrae ojos, dientes y nariz y lo une al cabello con un pequeño dije. Cuando se le da la oportunidad, lo entierra en un establo o cerca de un establo cuando nadie está mirando. Al hacerlo, convence a la gente, que por lo general son agricultores en el campo, que sus vecinos han invocado la magia negra para dañar su ganado. Cuando ha acordado una compensación, dice que les mostrará la forma de lo que causó el daño. Y luego va a donde enterró el hueso ahuecado. Ella lo recoge y se lo muestra. Esto confirma lo que ella afirma y se hace en presencia del campesino y su esposa, bajo una luz que significa que no pueden notar lo que ella está haciendo".
El Tribunal del Ayuntamiento de Karlskrona condenó a muerte a Anna Maria Adamsdotter por robo, adivinación y hechicería de acuerdo con el cartel sobre "Tártaros y gitanos" del 12 de marzo de 1662. Sin embargo, la sentencia de muerte no se ejecutó, sino que el Tribunal de Apelación de Göta la convirtió en una multa de 30 pares de arroz.

## "La tela mágica del capitán Elin"

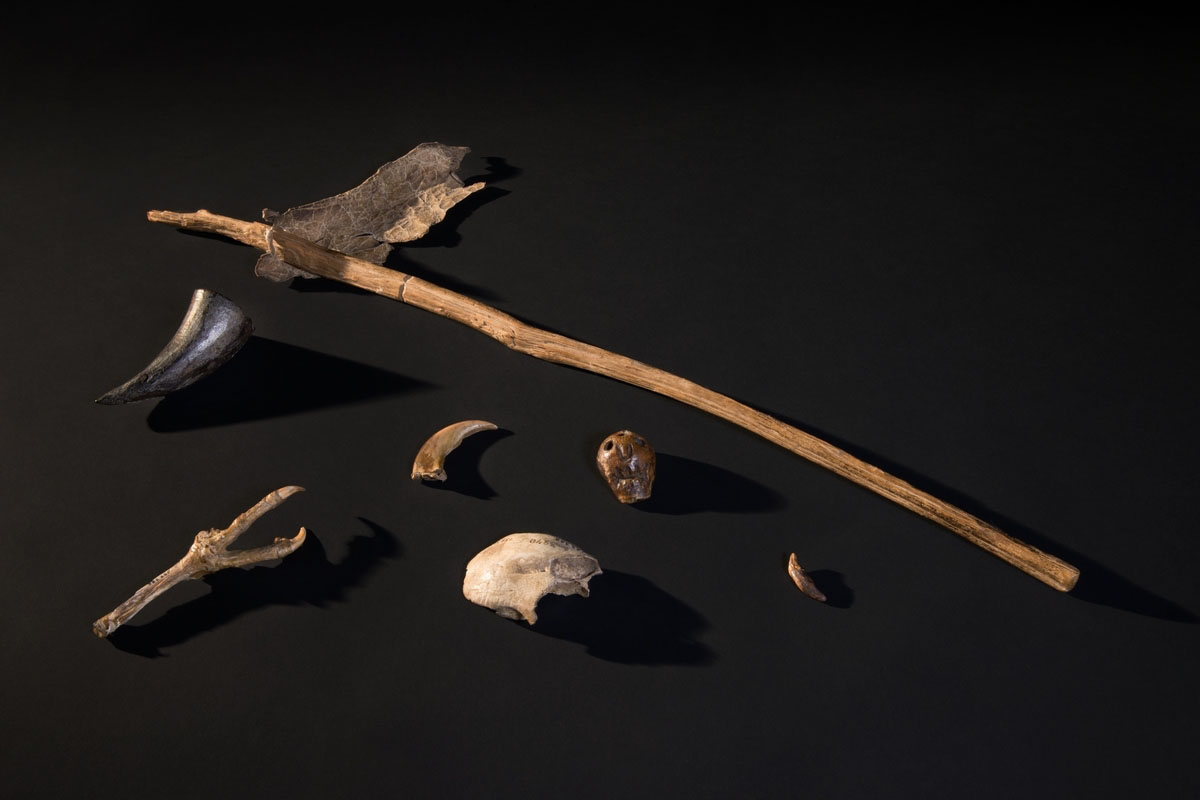
"Paño mágico del capitán Elin", que consiste en piel de una liebre lechera (supuestas liebres encantadas para chupar la leche del ganado), un cuerno de vaca, una pata de pollo, una pequeña talla en forma de calavera, una garra de oso, un trozo de calavera y posiblemente un diente.

Una colección de objetos llamada "tela mágica del capitán Elin" se mantuvo durante mucho tiempo en el Tribunal de Apelación de Göta en Jönköping, pero se entregó en 1864 al Museo Estatal de Historia y en 1926 al Museo Nórdico. Tradicionalmente se atribuía su pertenencia a un tal capitán Elin, pero probablemente se originaron en varios juicios de brujas separados, presentados como pruebas.
El pequeño cráneo tallado del "capitán Elin" probablemente perteneció a Anna Maria Adamsdotter (nacida alrededor de 1680) que era una mendiga vagabunda. Su caso, que tenía que ver con la brujería, también fue llevado por el Tribunal de Apelación de Göta. El cráneo corresponde a la descripción en el archivo del tribunal y es probablemente uno de los objetos más antiguos relacionados con la historia gitana en el mundo.